# Austroclimaciella leopoldi
Austroclimaciella leopoldi är en insektsart som först beskrevs av Johannes-Antoine Lestage 1934.  Austroclimaciella leopoldi ingår i släktet Austroclimaciella och familjen fångsländor. Inga underarter finns listade i Catalogue of Life.